# Israel Escalera Sanchis
Israel Escalera Sanchis (Villanueva de Castellón, 6 maggio 1983) è un pilota motociclistico spagnolo.

## Carriera
Specializzato nel supermotard, ha partecipato nel 2007-2008 al Campionato del Mondo Supermoto su una Aprilia. Terminata l'esperienza nel mondiale, ha continuato a gareggiare a livello nazionale, nonché ad eventi locali come il Trofeu de Velocitat Fira d’Agost vinto nel 2022.

## Palmarès
- 2003: 19º posto Coppa di Spagna Supermoto classe 125 (su GasGas)
- 2005: 5º posto Campionato Spagnolo Supermoto (su Beta)
- 2005: 7º posto generale al Supermoto delle Nazioni (Team Espana) (su Beta)
- 2006: 3º posto Campionato Spagnolo Supermoto (su Beta)
- 2007: Campione Spagnolo Supermoto S1 (su Aprilia)[2]
- 2007: 22º posto Campionato del Mondo Supermoto S1 (su Aprilia)
- 2008: 2º posto Campionato Spagnolo Supermoto S1 (su Aprilia)
- 2008: 24º posto Campionato del Mondo Supermoto S1 (3 GP su 8) (su Aprilia)
- 2009: 2º posto Campionato Spagnolo Supermoto S2 (su Aprilia)
- 2011: 5º posto generale al Supermoto delle Nazioni (Team Espana) (su Kawasaki)[3]